# Liste des cinémas Luxembourgeois
 (juillet 2024).
Cette liste des cinémas au Luxembourg fait partie des tableaux de référence.
Malgré le fait que le Luxembourg est un petit pays, il y a beaucoup de cinémas. Les plus connus sont dans la capitale avec l'Utopia et le Kinepolis, à Esch-sur-Alzette, le cinéma eschois Kinepolis Belval. Tout ces cinémas appartiennent au groupe Kinepolis.
La majorité des petites salles de cinémas sont soutenues par le Centre de Diffusion et d'Animation Cinématographique (CDAC), une association à but non lucratif, abrégé en a.s.b.l en Luxembourgeois, le CDAC soutient le groupe Utopia et aide les petits cinémas à avoir accès aux films à des prix raisonnables.
Un autre opérateur est Caramba, qui exploite les cinémas Kursaal à Rumelange, le Waasserhaus à Mondorf-les-Bains et le Ciné Ermesinde à Mersch

## Cinémas actuels

### Bettembourg
- Le Paris

### Dudelange
- Starlight

### Diekirch
- Ciné Scala

### Troisvierges
- Ciné Orion

### Esch-sur-Alzette
- Kinepolis Belval ( jusqu'en 2013: CineBelval, et, jusqu'en 2016, Utopolis Belval)
- Kinosch

### Grevenmacher
- Cinémaacher

### Echternach
- Ciné Sura

### Kahler
- Kinoler

### Luxembourg-Ville
- Cinémathèque de la Ville de Luxembourg, (1975), nommé "Vox" jusqu'en 1963,
- Utopia
- Kinepolis

### Mondorf-les-Bains
- Waasserhaus

### Rumelange
- Kursaal (« Le vieux cinéma »)

### Vianden
- Ancien Cinéma ("Den ale Kino")

### Wiltz
- Prabbeli

## Listes des cinémas qui ne sont plus en activités

### Belvaux
- Odéon

### Differdange
- Apollo
- Cinéma Victoria
- Mirador
- Parc
- Palace

### Dudelange
- Lutetia
- Royal
- Palace
- Roxy

### Diekirch
- Caméo
- Cinéma Palace

### Esch-sur-Alzette
- Ariston ( fermé depuis 2016 )
- Empire
- Cinéma Hoferlin
- Cinéma International, les premières projections étaient en 1917
- Cinemapalast
- Central-Kino
- Kinematograph Hirdt
- Métropole
- Moderne
- Nouveautés Palace
- Palast-Kinema,
- Rex
- UT

### Ettelbruck
- Ciné ABC
- Paix

### Grevenmacher
- Palace

### Hosingen
- Ciné Bessling

### Echternach
- Kino Seffer, 1919
- Plaza, 1950

### Koerich
- Dans la salle de la fanfare de Koerich

### Kayl
- Corso

### Clemency
- Dans l'actuelle salle de musique, N°18 sur la Ënneschtgaass à Clemency

### Clervaux
- Ciné Central qui est devenu Etoile du Nord

### Luxembourg-Ville
- Kino Capitole
- Ciné Cité
- Ciné de la Cour
- Ciné l'Écran
- Cinéma Eden
- Eldorado
- Europe
- Cinéma Florida
- Grand Cinéma Palace qui est devenu plus tard Cinéma Pathé, ensuite Elektrische Lichtbühne et à la fin Volkshaus Cinema
- Kino-Palace
- Ciné Marivaux
- The Yank
- Victory
- Vox ( jusqu'en 1963, ensuite la salle Cinémathèque de la Ville de Luxembourg, qui est obsolète )

### Mersch
- Ciné Lacaf

### Mondercange
- Jowi

### Pétange
- Astor
- Palace
- Favori

### Rédange(Rédange-sur-Attert)
- Cinéma de l'Attert

### Remich
- Riga est devenu plus tard Hary

### Rumelange
- Palace

### Rodange
- Kino Étoile
- Moderne

### Schifflange
- Rio
- Plaza

### Schrondweiler
- Klenge Kino

### Vianden
- Ciné Besseling ( aujourd'hui nommé Ancien Cinéma)

### Wasserbillig
- Mosella

### Wiltz
- Métro
- Ciné Nord

## Cinémas ambulants
- Ady Blitgen à Kopstal